# Дибелькова, Барбора
Ба́рбора Ди́белькова (чеш. Barbora Dibelková; род. 26 мая 1983, Часлав, Среднечешский край) — чешская легкоатлетка. Участница летних Олимпийских игр 2004 года в соревнованиях по спортивной ходьбе. На 20-километровой дистанции в Афинах чешская спортсменка показала 24-й результат, отстав от чемпионки соревнований гречанки Атанасии Цумелеки более чем на 4 минуты.
Участница трёх чемпионатов мира по лёгкой атлетике. Лучшим результатом на которых стало 5-е место на чемпионате мира 2005 года в Хельсинки на 20-километровой дистанции.